# Вулиця Академіка Возіанова
Ву́лиця Акаде́міка Возіа́нова — вулиця в Солом'янському районі міста Києва, місцевість Чоколівка. Пролягає від вулиці Володимира Сікевича до Волинської вулиці.

## Історія
Вулиця виникла у 1910-х роках, мала назву Олександрівська. 1938 року названа на честь президента Академії наук СРСР академіка О. П. Карпінського. У 1944 році до неї було приєднано відому з початку ХХ століття Гоголівську вулицю. Наприкінці 1970-х років вулицю скорочено до теперішніх розмірів.
18 січня 2024 року перейменована, в межах процесу деколонізації, що був спричинений російським вторгненням, на вулицю Академіка Возіанова, на пошану українського медика, професора, академіка Національної академії наук України; президента Академії медичних наук України; директора Інституту урології АМНУ Олександра Возіанова.

## Опис
Сучасна забудова — переважно 1970-х років.
Під № 4 — заклад дошкільної освіти (ясла-садок) № 714 м. Києва.

## Особистості

### Віктор Могильний
З 1939 по 1960-ті роки, у будинку садибного типу під номером 10 жив Віктор Могильний. Будинок був знищений для перебудови. Разом із цим будинком зник і «культурологічний клуб на Чоколівці», один із осередків шістдесятництва. Раз на тиждень тут, у неформальній атмосфері, збиралися молоді поети, які відвідували літературну студію при видавництві «Молодь». Серед таких Микола Холодний, Гриць Тименко, Євген Варда, Юрій Мурашов та інші. Гості читали вірші й дискутували в той час, як дружина господаря Аврелія Могильна несла варту біля будинку. У ході обговорень часто згадували про сусіда з вул. Уманської — літературного критика Івана Світличного. Гості долучалися до формування інтер'єру цього помешкання. На стінах рясніли написи-автографи, що їх залишали охочі. Микола Плахотнюк так описав атмосферу, що панувала в будинку:
«Хата вся розмальована, козаки, мамаї, гопаки, написи, як ото в печері, де є наскельні написи. Той так написав, той таке намалював, але це була якась така аура, що мене зразу потягнуло до цих хлопців, до цього гурту»
Як згадував Олесь Шевченко, тут був один з небагатьох «островів незалежності» в зрусифікованому Києві, де українець міг комфортно почуватися.

## Галерея

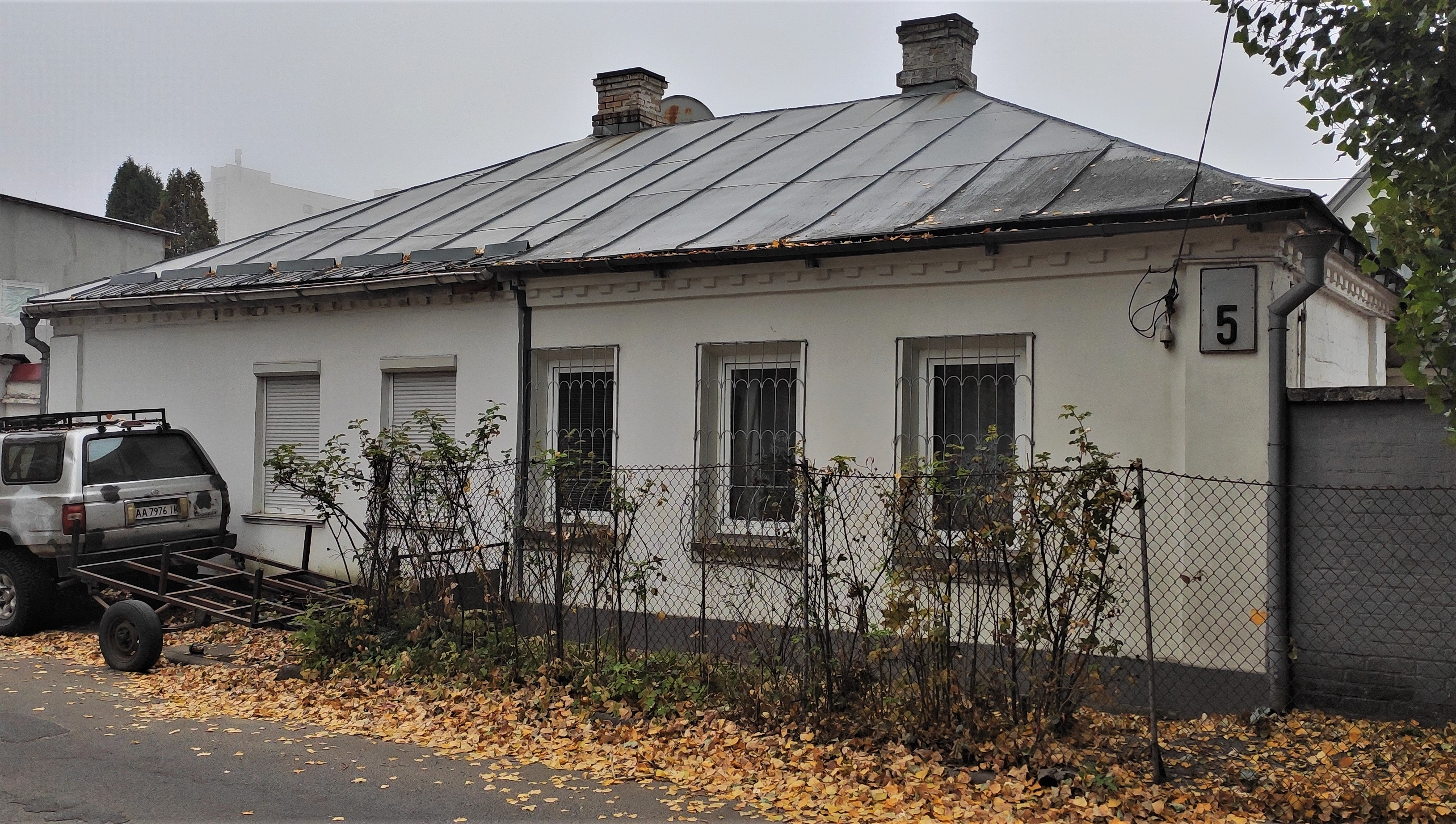
Будинок № 5 — зразок первісної забудови Чоколівки